# Saint-Christophe-en-Champagne

Saint-Christophe-en-Champagne este o comună în departamentul Sarthe, Franța. În 2009 avea o populație de 194 de locuitori.